# Dye Precision
La Dye precision è un'azienda fondata nel 1994 da Dave DeHaan ed è uno dei più grandi produttori di attrezzatura da paintball in tutto il mondo. Con sede a San Diego in California, Dye ha uffici e fabbriche in Gran Bretagna, Germania e Taiwan.
Partendo da poco più di un garage, Dye ora produce tutti i tipi apparecchiature per il paintball ad alti livelli compresi marcatori, caricatori, vestiario da gioco, protezioni, maschere, paintballs e abbigliamento casual.
Essendo una delle più grandi aziende del settore, Dye sponsorizza molte squadre professionistiche come LA Ironman, Tampa Bay Damage, London Nexus, Toulouse Tontons.